# Act III: Life and Death
| Recensione | Giudizio |
| ---------- | -------- |
| AllMusic   |          |

Act III: Life and Death è il terzo album in studio del gruppo musicale statunitense The Dear Hunter, pubblicato il 23 giugno 2009 dalla Triple Crown Records.

## Tracce
1. Writing on a Wall – 1:38
2. In cauda venenum – 5:29
3. What It Means to Be Alone – 4:49
4. The Tank – 4:39
5. The Poison Woman – 4:51
6. The Thief – 5:01
7. Mustard Gas – 4:13
8. Saved – 4:41
9. He Said He Had a Story – 3:39
10. This Beautiful Lie – 4:05
11. Go Get Your Gun – 3:16
12. Son – 2:16
13. Father – 3:25
14. Life and Death – 5:46

## Formazione
Musicisti
- Casey Crescenzo – voce, chitarra, banjo, pianoforte, organo, sintetizzatore, basso, chromatic
- Erick Serna – chitarra, cori
- Andy Wildrick – chitarra, chitarra classica, chitarra acustica, cori
- Nate Patterson – basso
- Nick Crescenzo – batteria, hand percussion, percussioni, cori
- Mark Ardelle – violino
- Angela Preston – violino, viola
- Charles Lidell – violoncello, contrabbasso
- Lynn Mira – arpa, celesta
- Austin Hatch – clarinetto, sassofono baritono
- Andrew Mericle – tromba
- Dave Calzone – trombone
- Pasquale Lanelli – sassofono
- Samantha Conway – corno francese

Produzione
- Casey Crescenzo – produzione, ingegneria del suono
- Andy Wildrick – ingegneria del suono
- Nick Crescenzo, Scott Justynowicz, Rich Liegey – ingegneria del suono aggiuntiva
- Mike Watts – missaggio
- Andy VanDette – mastering